# إسحاق كلاين (عالم أرصاد)
إسحاق كلاين (بالإنجليزية: Isaac Cline) هو عالم أرصاد أمريكي، ولد في 13 أكتوبر 1861 في تينيسي في الولايات المتحدة، وتوفي في 3 أغسطس 1955 في نيو أورلينز في الولايات المتحدة.